# Clássico dos Milhões
De Clássico dos Milhões (klassieker van de miljoenen) is de populaire benaming van de voetbalklassiekers tussen de Braziliaanse voetbalclubs Flamengo en Vasco da Gama. De wedstrijd tussen de twee teams uit Rio de Janeiro dankt haar benaming aan de grote aanhang die beide clubs zowel binnen als buiten de stad hebben. Deze aanhang zorgt er bovendien voor dat deze derby in termen van fans tot een van grootste ter wereld behoort.

## Geschiedenis

### Achtergronden
Zowel Vasco da Gama als Flamengo heeft voor haar naam de afkorting C.R., hetgeen Clube de Regatas betekent. Deze naam wordt in Brazilië gebruikt om een roeiclub aan te duiden. Zowel Flamengo als Vasco ontstonden dus als roeiclubs, en juist om die reden is het niet mogelijk om precies uit te vinden wanneer de rivaliteit tussen de twee begon. Zeker is wel dat de rivaliteit er al was voordat de twee clubs voor het eerst met een voetbalteam tegen elkaar uitkwamen.

### Wedstrijden
Ondanks dat Flamengo in 1911, en Vasco da Gama na een fusie met "Lusitania FC" in 1915 al een aparte voetbalafdeling in hun omnivereniging opnamen, wordt de eerste wedstrijd tussen de twee pas gespeeld op 29 april 1923. Dankzij doelpunten van Ceci (2) en Negrito wint Vasco die eerste ontmoeting met 3-1. Jarenlang komen de twee clubs elkaar alleen maar tegen bij vriendschappelijke wedstrijden en in het staatskampioenschap, maar pas in 1944 spelen de twee voor het eerst in de finale tegen elkaar. Nog altijd wordt geklaagd, zelfs door de generaties die de wedstrijd nooit hebben gezien, over het doelpunt dat Flamengo de derde titel op rij bracht: de Argentijnse aanvaller en matchwinnaar Valido zou voorafgaand aan het doelpunt een overtreding hebben gemaakt op verdediger Argemiro van Vasco, maar het incident ontging de scheidsrechter. De wraak kwam pas 14 jaar later, in 1958, toen Vasco aan een 1-1 gelijkspel genoeg had om het staatskampioenschap binnen te halen.
Vanaf de jaren 1970 kwamen de ploegen elkaar vaker tegen in de finale dan in alle jaren tevoren samen. In 1974 won Flamengo dankzij een 0-0 gelijkspel. In 1977 werd het wederom 0-0, maar nam Vasco de penalty’s foutloos waar Flamengo er eentje miste. Vanaf 1978 werd Vasco vijf keer op rij tweede in het staatskampioenschap, waarvan vier keer tegen Flamengo: 1978, 1979 (2 keer) en 1981. De laatste deed het meest pijn voor Vasco, maar was voor Flamengo de derde titel van dat jaar nadat eerder al de Copa Libertadores en de Wereldbeker voor clubs waren binnengehaald. Vasco sloot de serie finaleplaatsen af met een overwinning op Flamengo (1-0) in 1982.
In 1986 was het echter opnieuw de beurt aan Flamengo (2-0), maar Vasco nam wraak door zowel in 1987 als 1988 het staatskampioenschap naar zich toe te trekken ten koste van haar rivaal. Het laatste lacht Flamengo, dat zowel in 1996, 1999 als 2001 erin slaagde Vasco da Gama in de finale te verslaan.

### Records en reeksen
Twintig wedstrijden lang bleef Vasco da Gama ooit ongeslagen tegen Flamengo, waarvan er 15 gewonnen werden en slechts 5 in een gelijkspel eindigde. De serie begon op 13 mei 1945 met een 5-1-overwinning in Laranjeiras, en eindigde pas op 16 september 1951 toen Flamengo in het Maracanã met 2-1 te sterk was.
De reeks van Flamengo is een stuk minder indrukwekkend, maar werd wel twee keer herhaald. De eerste serie van 11 wedstrijden zonder nederlaag tegen Vasco werd neergezet tussen 1 juni 1941 en 3 oktober 1943. De tweede ging van 9 juni 1971 tot 21 januari 1973. De laatste serie van 11 begon met een 2-1-overwinning in het Maracanã op 24 april 1994 en liep in datzelfde stadion af toen op 6 oktober 1996 het enige doelpunt van Bebeto niet opwoog tegen de vier van Edmundo (3) en Macedo (1) voor Vasco.
De grootste uitslag is een 6-2-overwinning van Flamengo, dat tevens de grootste overwinning ooit is van deze club op Vasco da Gama. De wedstrijd op 3 oktober 1943 kan echter moeilijk als wraak gezien worden voor de slachting die Vasco op 26 april 1931 aanrichtte door in São Januário met maar liefst 7-0 te winnen van Flamengo.

## Statistiek
| Wedstrijden | Wedstrijden               | Wedstrijden | Wedstrijden | Wedstrijden | Wedstrijden | Wedstrijden | Wedstrijden | Wedstrijden | Wedstrijden |
| Competitie | Competitie                | W           | FLA         | G           | VAS         | DFLA        | DVAS        |             |             |
| --- | ------------------------- | ----------- | ----------- | ----------- | ----------- | ----------- | ----------- | ----------- | ----------- |
| FLA | Campeonato Carioca        | 209         | 81          | 57          | 71          | 282         | 266         |             |             |
| VAS | Campeonato Brasileiro     | 37          | 12          | 12          | 13          | 45          | 45          |             |             |
| FLA | Copa Roberto G. Pedrosa   | 4           | 2           | 1           | 1           | 6           | 4           |             |             |
| FLA | Torneio Rio-São Paulo     | 18          | 6           | 8           | 4           | 23          | 18          |             |             |
| VAS | Nationale Toernooien      | 36          | 13          | 7           | 16          | 48          | 57          |             |             |
| - | Internationale Toernooien | 6           | 3           | 0           | 3           | 7           | 8           |             |             |
| - | Vriendschappelijk         | 26          | 11          | 4           | 11          | 52          | 51          |             |             |
| FLA | TOTAAL                    | 336         | 128         | 89          | 119         | 462         | 450         |             |             |
| FLA | Maracanã                  | 223         | 87          | 70          | 66          | 282         | 251         |             |             |
| W - wedstrijden; FLA - overwinningen Flamengo; G - gelijke spelen; VAS - overwinningen Vasco; DFLA - doelpunten Flamengo; DVAS - doelpunten Vasco |                           |             |             |             |             |             |             |             |             |
| bijgewerkt tot en met 28 mei 2006 |                           |             |             |             |             |             |             |             |             |